# Onzième circonscription du Pas-de-Calais
La onzième circonscription du Pas-de-Calais est l'une des douze circonscriptions législatives françaises que compte le département du Pas-de-Calais (62) situé en région Hauts-de-France.

## Description géographique et démographique
La onzième circonscription du Pas-de-Calais est délimitée par le découpage électoral de l'ordonnance no 2009-935 du 29 juillet 2009, elle regroupe les cantons suivants :
- Canton de Carvin
- Canton de Courrières
- Canton d'Hénin-Beaumont
- Canton de Leforest
- Canton de Montigny-en-Gohelle
- Canton de Rouvroy.

Ce regroupement de divisions administratives (cantons) est celui en vigueur pour les élections législatives de 2022.

### Démographie
D'après le recensement de la population en 2021, réalisé par l'Institut national de la statistique et des études économiques (INSEE), la population de cette circonscription est de 133 490 habitants,.

## Historique des députations
Avant le redécoupage entré en vigueur pour les élections de 2012, voir les anciennes circonscriptions concernées :
- canton de Carvin : 11e
- cantons de Courrières, d'Hénin-Beaumont, de Leforest, de Montigny-en-Gohelle et de Rouvroy : 14e

## Historique des élections

### Élections de 2012
| Candidat                          | Candidat           | Parti             | Premier tour | Premier tour | Second tour | Second tour |  |
| Candidat                          | Candidat           | Parti             | Voix         | %            | Voix        | %           |  |
| --------------------------------- | ------------------ | ----------------- | ------------ | ------------ | ----------- | ----------- |  |
|                                   | Marine Le Pen      | FN (RBM)          | 22 460       | 42,26        | 26 696      | 49,89       |  |
|                                   | Philippe Kemel élu | PS                | 12 609       | 23,72        | 26 814      | 50,11       |  |
|                                   | Jean-Luc Mélenchon | PG (FG) (PCF)     | 11 406       | 21,46        |             |             |  |
|                                   | Jean Urbaniak      | MoDem (UMP)       | 4 179        | 7,86         |             |             |  |
|                                   | Marine Tondelier   | EÉLV (MÉI)        | 849          | 1,60         |             |             |  |
|                                   | Michel Vast        | DLR               | 488          | 0,93         |             |             |  |
|                                   | Murielle Richet    | LT-LNÉ            | 331          | 0,62         |             |             |  |
|                                   | Nathalie Hubert    | LO                | 330          | 0,62         |             |             |  |
|                                   | Séverine Duval     | NPA               | 177          | 0,33         |             |             |  |
|                                   | Michèle Dessenne   | M'PEP (PRCF)      | 94           | 0,19         |             |             |  |
|                                   | Mohamed Bousnane   | AÉI               | 85           | 0,16         |             |             |  |
|                                   | Rachida Sahraoui   | PRV               | 80           | 0,15         |             |             |  |
|                                   | Pierre Rose        | MOC               | 61           | 0,11         |             |             |  |
|                                   | Daniel Cuchiarro   | Divers écologiste | 0            | 0,00         |             |             |  |
|                                   |                    |                   |              |              |             |             |  |
| Inscrits                          | Inscrits           | Inscrits          | 94 135       | 100,00       | 94 135      | 100,00      |  |
| Abstentions                       | Abstentions        | Abstentions       | 40 011       | 42,5         | 38 452      | 40,85       |  |
| Votants                           | Votants            | Votants           | 54 124       | 57,5         | 55 683      | 59,15       |  |
| Blancs et nuls                    | Blancs et nuls     | Blancs et nuls    | 975          | 1,8          | 2 173       | 3,9         |  |
| Exprimés                          | Exprimés           | Exprimés          | 53 149       | 98,2         | 53 510      | 96,1        |  |
| Source : Ministère de l'Intérieur |                    |                   |              |              |             |             |  |

#### Par communes, premier tour
| Commune             | Mélenchon | Mélenchon | Kemel | Kemel | Tondelier | Tondelier | Urbaniak | Urbaniak | Le Pen | Le Pen | P.    |
| Commune             | #         | %         | #     | %     | #         | %         | #        | %        | #      | %      | P.    |
| ------------------- | --------- | --------- | ----- | ----- | --------- | --------- | -------- | -------- | ------ | ------ | ----- |
| Carvin              | 1 120     | 15,49     | 2 736 | 37,85 | 105       | 1,45      | 271      | 3,75     | 2 787  | 38,55  | 58,65 |
| Courrières          | 855       | 18,69     | 1 310 | 28,64 | 87        | 1,90      | 310      | 6,78     | 1 860  | 40,66  | 59,86 |
| Courcelles-lès-Lens | 512       | 23,02     | 451   | 20,28 | 13        | 0,58      | 211      | 9,49     | 985    | 44,29  | 56,50 |
| Dourges             | 444       | 17,70     | 512   | 20,41 | 22        | 0,88      | 353      | 14,07    | 1 102  | 43,92  | 63,14 |
| Drocourt            | 457       | 32,23     | 195   | 13,75 | 30        | 2,12      | 80       | 5,64     | 618    | 43,58  | 65,56 |
| Hénin-Beaumont      | 2 275     | 21,21     | 1 790 | 16,69 | 313       | 2,92      | 855      | 7,97     | 5 172  | 48,21  | 56,72 |
| Leforest            | 546       | 18,95     | 982   | 34,07 | 45        | 1,56      | 150      | 5,20     | 1 066  | 36,99  | 56,33 |
| Libercourt          | 687       | 22,01     | 1 012 | 32,42 | 37        | 1,19      | 126      | 4,04     | 1 148  | 36,77  | 55,72 |
| Méricourt           | 770       | 26,77     | 545   | 18,95 | 36        | 1,25      | 142      | 4,94     | 1 261  | 43,85  | 52,38 |
| Montigny-en-Gohelle | 892       | 24,18     | 865   | 23,45 | 36        | 0,98      | 190      | 5,15     | 1 589  | 43,07  | 57,00 |
| Noyelles-Godault    | 326       | 13,88     | 278   | 11,84 | 27        | 1,15      | 946      | 40,29    | 740    | 31,52  | 60,69 |
| Oignies             | 802       | 20,85     | 1 018 | 26,46 | 38        | 0,99      | 234      | 6,08     | 1 625  | 42,24  | 56,23 |
| Rouvroy             | 1 316     | 33,07     | 547   | 13,74 | 47        | 1,18      | 173      | 4,35     | 1 757  | 44,15  | 58,82 |

### Élections de 2017
Les élections législatives françaises de 2017 ont eu lieu les dimanches 11 et 18 juin 2017.
|                                                                              |                                                                            |                           |                           |                          |                          |
|                                                                              |                                                                            | Premier tour 11 juin 2017 | Premier tour 11 juin 2017 | Second tour 18 juin 2017 | Second tour 18 juin 2017 |
|                                                                              |                                                                            |                           |                           |                          |                          |
|                                                                              |                                                                            | Nombre                    | % des inscrits            | Nombre                   | % des inscrits           |
| Inscrits                                                                     | Inscrits                                                                   | 94 917                    | 100,00                    | 94 924                   | 100,00                   |
| Abstentions                                                                  | Abstentions                                                                | 50 618                    | 53,33                     | 53 468                   | 56,33                    |
| Votants                                                                      | Votants                                                                    | 44 299                    | 46,67                     | 41 456                   | 43,67                    |
|                                                                              |                                                                            |                           | % des votants             |                          | % des votants            |
| Bulletins blancs                                                             | Bulletins blancs                                                           | 510                       | 1,15                      | 1 594                    | 3,85                     |
| Bulletins nuls                                                               | Bulletins nuls                                                             | 337                       | 0,76                      | 1 011                    | 2,44                     |
| Suffrages exprimés                                                           | Suffrages exprimés                                                         | 43 452                    | 98,09                     | 38 851                   | 93,72                    |
|                                                                              |                                                                            |                           |                           |                          |                          |
| Candidat Étiquette politique (partis et alliances)                           | Candidat Étiquette politique (partis et alliances)                         | Voix                      | % des exprimés            | Voix                     | % des exprimés           |
|                                                                              |                                                                            |                           |                           |                          |                          |
|                                                                              | Marine Le Pen Front national                                               | 19 997                    | 46,02                     | 22 768                   | 58,60                    |
|                                                                              | Anne Roquet La République en marche                                        | 7 141                     | 16,43                     | 16 083                   | 41,40                    |
|                                                                              | Philippe Kemel (député sortant) Parti socialiste                           | 4 705                     | 10,83                     |                          |                          |
|                                                                              | Jean-Pierre Carpentier La France insoumise                                 | 4 334                     | 9,97                      |                          |                          |
|                                                                              | Hervé Poly Parti communiste français                                       | 2 172                     | 5,00                      |                          |                          |
|                                                                              | Alexandrine Pintus Les Républicains (Union des démocrates et indépendants) | 1 818                     | 4,18                      |                          |                          |
|                                                                              | Marine Tondelier Europe Écologie Les Verts                                 | 1 542                     | 3,55                      |                          |                          |
|                                                                              | Flore Lataste Lutte ouvrière                                               | 475                       | 1,09                      |                          |                          |
|                                                                              | Rachid Ferahtia Écologiste (Mouvement 100 %)                               | 456                       | 1,05                      |                          |                          |
|                                                                              | Betty Leclercq Debout la France                                            | 346                       | 0,80                      |                          |                          |
|                                                                              | Aude Lesage Divers (Union populaire républicaine)                          | 215                       | 0,49                      |                          |                          |
|                                                                              | Vincent Caflers Extrême droite (Les Indépendants)                          | 166                       | 0,38                      |                          |                          |
|                                                                              | Jacques Nikonoff Divers gauche (Parti de la démondialisation)              | 85                        | 0,20                      |                          |                          |
| Source : Ministère de l'Intérieur - Onzième circonscription du Pas-de-Calais |                                                                            |                           |                           |                          |                          |

Le taux d'abstention fut de 53,33 % au premier tour et de 56,33 % pour le deuxième.

### Élections de 2022
Les élections législatives françaises de 2022 ont eu lieu les dimanches 12 et 19 juin 2022.
| Résultats des élections législatives des 12 et 19 juin 2022 de la 11e circonscription du Pas-de-Calais |                          |                          |                          |              |              |             |             |
| Candidat                                                                                               | Candidat                 | Parti et coalition       | Nuance                   | Premier tour | Premier tour | Second tour | Second tour |
| Candidat                                                                                               | Candidat                 | Parti et coalition       | Nuance                   | Voix         | %            | Voix        | %           |
| | Marine Le Pen            | RN                       | RN                       | 21 219       | 53,96        | 22 301      | 61,03       |
| | Marine Tondelier         | EÉLV (NUPES)             | NUP                      | 9 213        | 23,43        | 14 238      | 38,97       |
| | Alexandrine Pintus       | LREM (ENS)               | ENS                      | 4 846        | 12,32        |             |             |
| | Anne-Sophie Taszarek     | UDI (UDC)                | UDI                      | 1 382        | 3,51         |             |             |
| | Léa Caron                | PA                       | ECO                      | 700          | 1,78         |             |             |
| | Dominique Gai            | LO                       | DXG                      | 592          | 1,51         |             |             |
| | Lahcen Raïss             | UDMF                     | DIV                      | 555          | 1,41         |             |             |
| | Maxime Legrand           | PRG                      | RDG                      | 542          | 1,38         |             |             |
| | Gautier Weinmann         | RS (LRDP)                | DIV                      | 274          | 0,70         |             |             |
| Votes valides                                                                                          | Votes valides            | Votes valides            | Votes valides            | 39 323       | 98,03        | 36 539      | 93,20       |
| Votes blancs                                                                                           | Votes blancs             | Votes blancs             | Votes blancs             | 482          | 1,20         | 1 758       | 4,48        |
| Votes nuls                                                                                             | Votes nuls               | Votes nuls               | Votes nuls               | 309          | 0,77         | 906         | 2,31        |
| Total                                                                                                  | Total                    | Total                    | Total                    | 40 114       | 100          | 39 203      | 100         |
| Abstention                                                                                             | Abstention               | Abstention               | Abstention               | 54 048       | 57,40        | 54 971      | 58,37       |
| Inscrits / participation                                                                               | Inscrits / participation | Inscrits / participation | Inscrits / participation | 94 162       | 42,60        | 94 174      | 41,63       |

### Élections de 2024
|                          | Marine Le Pen            | RN                       | RN                       | 32 681 | 58,04 |  |  |
|                          | Samira Laal              | PS (NFP)                 | UG                       | 14 666 | 26,05 |  |  |
|                          | Dorian Lamy              | UDI (ENS)                | ENS                      | 4 269  | 7,58  |  |  |
|                          | Michel Lanoy             | LR (UDC)                 | LR                       | 2 676  | 4,75  |  |  |
|                          | Geoffrey Fournier        | REC                      | REC                      | 813    | 1,44  |  |  |
|                          | Dominique Gai            | LO                       | EXG                      | 786    | 1,40  |  |  |
|                          | Gautier Weinmann         | RS                       | DVG                      | 417    | 0,74  |  |  |
|                          |                          |                          |                          |        |       |  |  |
| Suffrages exprimés       | Suffrages exprimés       | Suffrages exprimés       | Suffrages exprimés       | 56 308 | 96,86 |  |  |
| Votes blancs             | Votes blancs             | Votes blancs             | Votes blancs             | 1 225  | 2,11  |  |  |
| Votes nuls               | Votes nuls               | Votes nuls               | Votes nuls               | 601    | 1,03  |  |  |
| Total                    | Total                    | Total                    | Total                    | 58 134 | 100   |  |  |
| Abstention               | Abstention               | Abstention               | Abstention               | 36 032 | 38,26 |  |  |
| Inscrits / participation | Inscrits / participation | Inscrits / participation | Inscrits / participation | 94 166 | 61,74 |  |  |

#### Département du Pas-de-Calais
- La fiche de l'Insee de cette circonscription : « Tableaux et Analyses de la onzième circonscription du Pas-de-Calais », sur insee.fr, site de l'Institut national de la statistique et des études économiques (consulté le 10 juin 2007) [PDF]

- « Tous les députés du département du Pas-de-Calais depuis 1789 », sur assemblee-nationale.fr, site de l'Assemblée nationale française (consulté le 10 juin 2007)

#### Circonscriptions en France
- « Résultats électoraux officiels en France »(Archive.org • Wikiwix • Archive.is • Google • Que faire ?), sur interieur.gouv.fr, site du ministère de l'Intérieur (France) (consulté le 13 juin 2007)